# Villa Elisabeth
La Villa Elisabeth és un edifici civil del municipi de Vallromanes (Vallès Oriental) inclòs en l'Inventari del Patrimoni Arquitectònic de Catalunya.

## Descripció
Situat al final d'un jardí en forma d'avinguda, està format per dos cossos diferenciats: la casa, de base rectangular i una torre lateral de base quadrada, més estreta i més elevada, coronada amb una teulada a quatre vessants.
L'entrada principal, situada al centre de la façana, es compon d'una porta d'arc de mig punt dovellat sobre el qual se situa un porxo cobert per una teulada de tres vessants i dues columnes d'estil toscà. Existeix també una altra porta lateral amb columnes que suporten un balcó. Les finestres, de diferents formes, són rematades amb sanefes de rajoles. També de rajola hi ha una petita capelleta adossada al mur, dedicada a la Verge de Montserrat. Es tracta, per tant, d'un estil eclèctic. Al jardí hi ha també una petita masoveria, una caseta de jocs per als nens i un berenador.